# 静止型無効電力補償装置
静止型無効電力補償装置（せいしがたむこうでんりょくほしょうそうち、英: Static VAR Compensator, SVC）は、送電網に対し即応的に無効電力を提供する一連の設備をいう。SVCは、フレキシブルAC伝送システムデバイスファミリの一部であり、電圧、力率、高調波を調整し、電力系統を安定化する。 SVCが発明される以前は同期調相機やスイッチトキャパシタバンクなどの大型の回転装置により力率補償が行われていたが、SVCは内部スイッチを除いて可動部品を用いないため静止型と呼ばれる。
SVCは、電力系統の力率を1に近づけるよう設計された、自動インピーダンス整合装置である。 SVCは主に2つの状況で使用される。
- 送電電圧を調整するために、電力系統に接続される（「送電SVC」）
- 電力品質の向上のために、大きな産業用負荷の近くに接続される（「産業用SVC」）

送電用途においては、SVCは系統電圧の調整のために用いられる。電力系統のリアクタンスが容量性（進相）の場合、SVCはサイリスタ制御リアクトルを使用して系統の進み無効電力を消費し、系統電圧を降下させる。電力系統のリアクタンスが誘導性（遅相）の場合、キャパシタバンクが自動的にスイッチインされ、遅れ無効電力を消費し、系統電圧を上昇させる。段階的に制御されるコンデンサバンクと共に連続可変のサイリスタ制御リアクトルを接続することにより、進相・遅相ともに連続的に制御することができる。
産業用途では、典型的にはアーク炉などの変動の速い重負荷の近くに配置することにより、電圧フリッカを平滑化できる。

## 説明

### 原理
通常SVCは、一つ以上の固定またはスイッチング可能なシャントコンデンサバンクもしくはシャントリアクトルバンクにより構成され、そのうちの少なくとも1つのバンクはサイリスタによってスイッチングされる。 SVCに典型的に使用される素子として、以下のようなものが挙げられる。
- サイリスタ制御リアクトル（英語版）（TCR）（空芯リアクトルおよび鉄芯リアクトルの両方が使用される）
- サイリスタ開閉コンデンサ（英語版）（TSC）
- 高調波フィルタ
- 機械開閉式コンデンサまたはリアクトル（ブレーカーによりスイッチングされる）

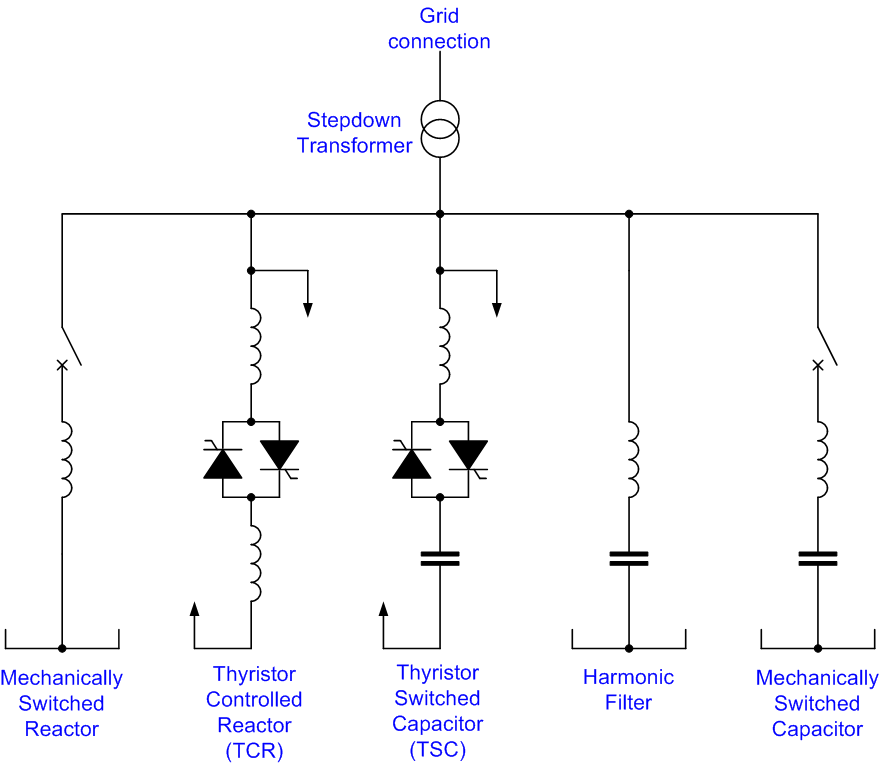
典型的なSVC構成の単線系統図。機械スイッチ式リアクトル、サイリスタ制御リアクトル、サイリスタ開閉コンデンサ、高調波フィルタ、および機械スイッチ式コンデンサを採用した構成となっている。

サイリスタによりスイッチングの位相角変調を行うことでリアクトルは可変的にスイッチングされ、電力系統に対し連続可変量の無効電力を供給（および消費）することができる。この構成ではコンデンサによりおおまかな電圧制御を行い、サイリスタ制御リアクトルによりなめらかな制御を行うことにより、その合成インピーダンスを連続制御する。加えてコンデンサのスイッチングもサイリスタ制御することにより、よりなめらかな制御と柔軟性を達成することもできる。

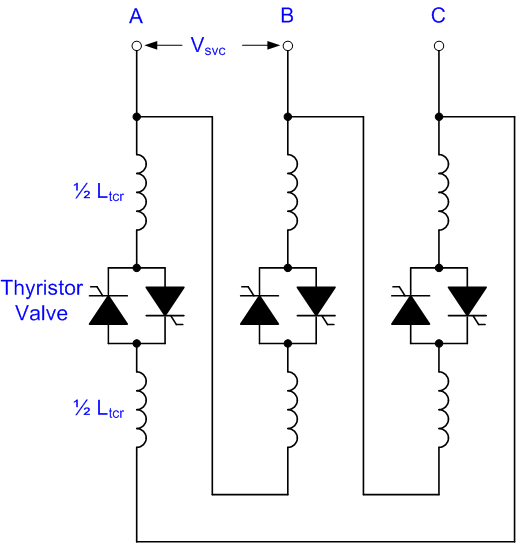
デルタ接続されたサイリスタ制御リアクトル（TCR）

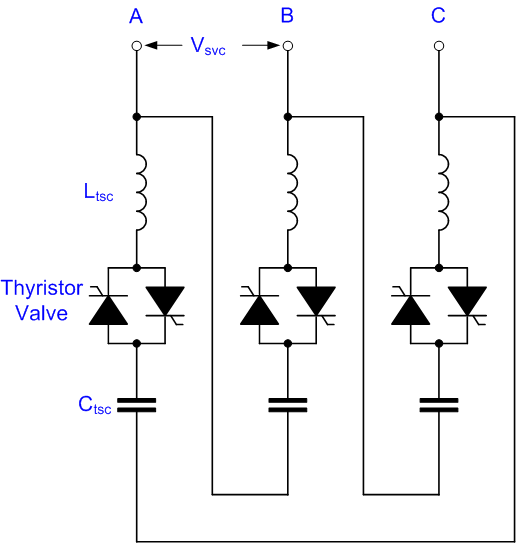
デルタ接続されたサイリスタ開閉コンデンサ（TSC）

サイリスタは電子的に制御される。すべての半導体と同様サイリスタは熱を発生するため、一般的には脱イオン水により冷却される。この方式で無効負荷を回路にチョッピングすると、望ましくない奇数次の高調波が発生するため、通常は高調波フィルタバンクにより波形を平滑化する。フィルタ自体も容量性であるため、電力系統に数Mvarを提供する。
正確な電圧調整が必要な場合は、クローズドループ制御器によって電圧調整を行う、より複雑な構成が用いられる。遠方監視制御および制御目標電圧値の手動調整も一般的におこなわれる。

### 接続
一般に、静止型無効電力補償装置に直接系統電圧を印加することはなく、数段の変圧器バンクを用いて送電電圧からはるかに低い電圧（例：230 kV→9.0 kV）に下げたうえで接続する。これにより、SVCに必要な部品のサイズと数を抑えることができるが、電圧を下げた分大きくなる電流を処理するために導体を非常に大きくする必要が生じる。アーク炉などの産業用設備には既存の構内母線（例：33〜34.5 kV）が存在する場合もあり、変圧器増設コストを節約するためにSVCを直接母線に接続する場合もある。
また、変圧に用いられるY接続単巻変圧器のデルタ巻線にSVCを接続することも一般的に行われる。
SVCの動的性質の源である、多数のサイリスタを直列および逆並列に接続したものは「サイリスタバルブ」と呼ばれ、通常直径数インチの円盤状をしており、「バルブハウス」室内に設置される。

## 利点
系統電圧の変化に対しほぼ瞬時に応答ができる点が最大の利点である。この利点を活かすため、即時供給供可能な無効電力が最大となるゼロ点近くで運転されることが多い。
同期コンデンサなどの可動部を持つ補償装置に比べ、SVCは一般に安価かつ大容量で高速かつ信頼性も高い。ただし、機械開閉式コンデンサより高価であるため、多くの系統運用者はSVCにより高速応答性を担保した上で、定常的な無効電力供給のために機械開閉式コンデンサを併用する。

## 参照項目
- 自励式無効電力補償装置（英語版）（STATCOM）
- 統合電力潮流制御装置（英語版）（UPFC）